# Binhailu (sockenhuvudort i Kina, Shandong Sheng, lat 37,44, long 121,43)
Binhailu (kinesiska: 滨海路, 滨海路街道) är en sockenhuvudort i Kina. Den ligger i provinsen Shandong, i den östra delen av landet, omkring 400 kilometer öster om provinshuvudstaden Jinan. Antalet invånare är 55 992. Befolkningen består av 27 612 kvinnor och 28 380 män. Barn under 15 år utgör 8,0 %, vuxna 15-64 år 87 %, och äldre över 65 år 4,0 %.
Runt Binhailu är det tätbefolkat, med 982 invånare per kvadratkilometer. Närmaste större samhälle är Yantai, 4,1 km norr om Binhailu. Trakten runt Binhailu består till största delen av jordbruksmark.
Genomsnittlig årsnederbörd är 748 millimeter. Den regnigaste månaden är juli, med i genomsnitt 264 mm nederbörd, och den torraste är februari, med 12 mm nederbörd.